# Thai (sprog)
 For alternative betydninger, se Thai. (Se også artikler, som begynder med Thai)
Thai (ภาษาไทย Phasa Thai) er det officielle sprog i nationen Thailand. Thai er en del af Tai-gruppen i Tai-kadai-sprogfamilien. Tai-sproget er angiveligt kommet til Thailand i 1200-tallet med invandringen af det kinesiske Tai-folk, som grundlagde kongeriget, der udviklede sig til nutidens Thailand .
Lingvistiske historikere er ikke lykkedes definitivt at kæde Tai-Kadai-sprogene til andre sprogfamilier. Nogle ord i Thai er lånt fra Pali, Sanskrit og Gammel Khmer. Det er et tone- og isolerende sprog. Thai har også en kompleks ortografi og relationelle markører. Thai er gensidig forståelig med Lao, hvor Isaan-dialekten er næsten den samme.
Det thailandske kongehus har sit eget kongelige sprog – en meget formel og høflig version af thai – kaldt Rachasap.